# Efstafell
Efstafell är ett berg i republiken Island. Det ligger i regionen Austurland, 300 km öster om huvudstaden Reykjavík. Toppen på Efstafell är 987 meter över havet.
Trakten runt Efstafell är nära nog obefolkad, med mindre än två invånare per kvadratkilometer. Trakten runt Efstafell består i huvudsak av gräsmarker.